# Prilipe
Prilipe je naselje u Općini Brežice u istočnoj Sloveniji. Prilipe se nalazi u pokrajini Dolenjskoj i statističkoj regiji Donjoposavskoj. 

## Stanovništvo
Prema popisu stanovništva iz 2002. godine Prilipe je imalo 81 stanovnika.

### Etnički sastav
1991. godina:
- Slovenci: 91 (100%)